# 永州话
永州话是湘語的一種，但其受到西南官话较大影响。“永州话”只是永州地区的众多不同方言中最通行的一种，但其并不代表永州地区所有方言。“永州话”多使用於湖南的永州市零陵区、冷水滩区、双牌县、道县以及廣西桂林市的全州县，这些地区的人可以无障碍地使用“永州话”相互交流。总之，使用永州话的核心区域主要為潇水和湘江的交汇处－永州市区一带。除此之外，祁阳、东安等县的人也可以聽得懂“永州话”并且做出回应，但语音有所区别。另外，邵阳市、衡阳市、桂林北部等地的人也都可以在一定程度上可以懂得“永州话”。

## 源流与发展
永州地区在汉代以前完全是瑶族等古代土著民族的居住区，现在的潇水上游还有许多他们的后裔。汉朝以后瑶族人口大减，可能是汉族人的大量南迁而对瑶族人的同化所致。唐朝时柳宗元来到永州时说这地方的人说話非常奇怪，自己完全听不懂，但几年后自己的口音也和永州当地人一样了。显然唐朝时这里的人改说汉语了，但口音与用词較為特殊，也许这是现代“永州话”的源头。然后，许多湖南中部和东部的人移入永州，使“永州话”更偏向于湘语。明清之际又有大量江西人迁来，赣语对“永州话”也有影响，如「这里」说「dang」，與江西的泰和方言說法一致。现代，“永州话”又受到了西南官话和普通话的更大影响。

## 发音特点
- 齿龈、龈腭塞擦音和相应擦音多读成舌叶音。
- 保留较多的古全浊声母；
- 浊入大多归阳平，清入保留独立入声。

## 语音分析

### 韵母
a o e i u v r s
ai ei ao ou 
an en ang ong ing 
ia ie iao iou ian iang iong 
ua ui uai uan uong 
vo ve ven vian 
共33个声母，没有普通话中的in eng uo等。

### 声母
b[bo] p[po]   m[mo]  
d[de] t[te]   l[le]  
g[ge] k[ke]   h[he]  ng[ŋe]
j[jr] q[qr]   x[xr]  
z[zs] c[cs]   s[ss] 
y[i] w[u] yu[v] 
	　	　	
共19个声母。其中不送气声母有b、d、g、j、z等5个；送气声母有p、t、k、q、c等5个；不明显送气声母有m、f、l、ng、h、x、s、y、w、yu等10个。

### 声调
声调有5個，例如兵、平、病、并、饼。1、4、5为清声，2、3为浊声。没有入声。

### 声母
声母共16个
|        | 唇音  | 齿音  | 喉音    | 舌面音 | 舌尖音 |
| ------ | ----- | ----- | ------- | ------ | ------ |
| 不送气 | b[bo] | d[de] | g[ge]   | j[jr]  | z[zs]  |
| 送气   | p[po] | t[te] | k[ke]   | q[qr]  | c[cs]  |
| 其它   | m[mo] | l[le] | h[he]   | x[xr]  | s[ss]  |
| 其它   |       |       | ng[nge] |        |        |